# 京都きもの友禅
京都きもの友禅株式会社（きょうときものゆうぜん、英: KYOTO KIMONO YUZEN CO.,LTD.）は、振袖を中心とした高級呉服・宝飾等の販売を行う振袖販売の企業。本社は東京都中央区。株式会社YU-WA Creation Holdingsの子会社。

## 沿革
- 1971年（昭和46年）8月5日 - 千葉県千葉市稲毛区に、資本金850万円で株式会社マルカワ設立[1]。
- 1981年（昭和56年）7月 - 株式会社まるかわに商号変更[1]。
- 1989年（平成元年）7月 - 京都きもの友禅株式会社に商号変更[1]。
- 1995年（平成7年） - 本社事務所を東京都中央区の現在地に移転（1996年に本店登記も変更）。
- 1999年（平成11年）10月 - 株式を店頭登録[1]。
- 2000年（平成12年）11月 - 東京証券取引所第二部に上場[1]。
- 2002年（平成14年）3月 - 東京証券取引所第一部に指定替え[1]。
- 2021年（令和3年）10月1日 - 株式会社YU-WA Creation Holdingsに商号変更し、持株会社に移行[4]。株式会社京都きもの友禅分割準備会社を株式会社京都きもの友禅に商号変更。
- 2024年（令和6年）8月1日 - 株式会社YU-WA Creation Holdingsの商号を株式会社京都きもの友禅ホールディングスに変更[5]。

## イメージモデル
- 1代目・戸田恵梨香
- 2代目・北乃きい
- 3代目・忽那汐里
- 4代目・小松菜奈
- 5代目・八木莉可子
- 6代目・浜辺美波
- 7代目・當真あみ[6]